# Koru
 (décembre 2022).
- Si vous ne connaissez pas le sujet, laissez ce bandeau (vous pouvez alors contacter les auteurs).
- Si vous supprimez le contenu mis en cause (vous pouvez préalablement contacter les auteurs),

argumentez précisément cette suppression dans la page de discussion
(un manque de référence n'est pas un argument ; une recherche réelle de référence doit avoir été effectuée, être formellement documentée).
 (décembre 2022).
Si vous disposez d'ouvrages ou d'articles de référence ou si vous connaissez des sites web de qualité traitant du thème abordé ici, merci de compléter l'article en donnant les références utiles à sa vérifiabilité et en les liant à la section « Notes et références ».

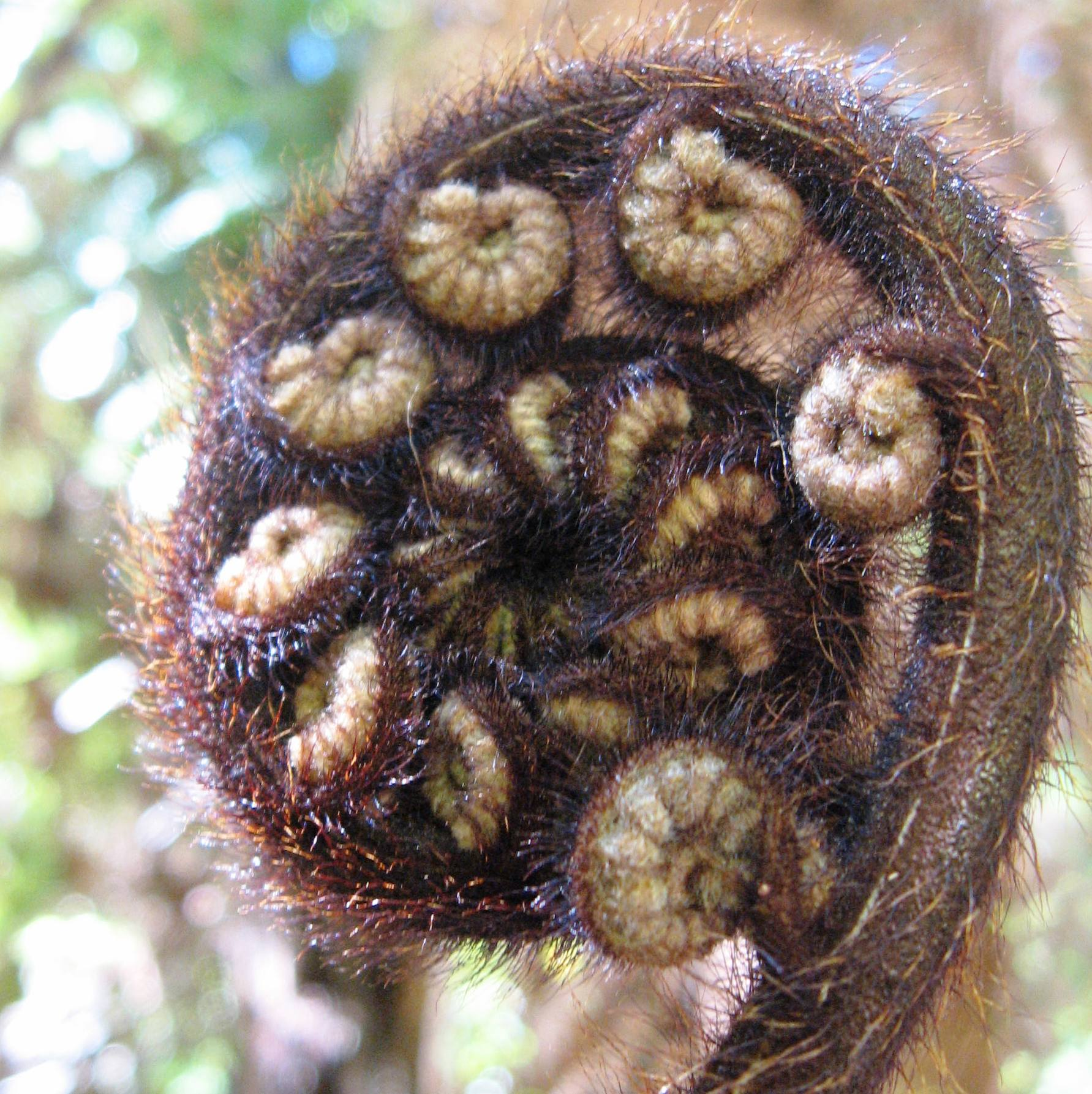
Exemple de koru, ici à Rotorua.

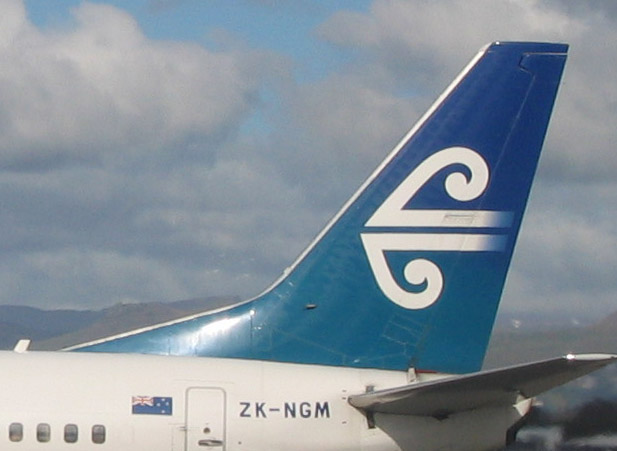
Le koru d'Air New Zealand sur l'empennage de l'un de ses avions.

Koru est le nom maori pour la fronde de fougère jeune en train de se dérouler, généralement de l'espèce Cyathea dealbata. Il est souvent utilisé dans la sculpture et le tatouage maori néo-zélandais, étant symbole de la renaissance, la croissance, la force et la paix. Il évoque le mouvement perpétuel et le retour à l'origine et est un symbole de la flore néo-zélandaise et du pays lui-même. 
Le mot peut également désigner des petites sculptures en os en forme de fronde de fougère jeune. L'os changeant de couleur quand porté sur la peau en tant que pendentif, cela symbolise pour les Maori que l'âme de la personne portant le koru est présente dans la sculpture. Quand quelqu'un donne un pendentif koru à un autre, il est de coutume de le porter pour y laisser un peu de son âme.
Le koru, stylisé, est utilisé en tant que logo d'Air New Zealand. Friedensreich Hundertwasser base son drapeau koru de Nouvelle-Zélande sur ce symbole. Il est également présent sur le drapeau national maori et le Tino rangatiratanga.